# Нина Ричи
Нина Ричи (фр. Nina Ricci; Торино, 14. јануар 1883 − 29. новембар 1970), право име Марија Ниели, била је француска модна дизајнерка рођена у Италији.

## Биографија
Рођена је као Марија Аделаида Ниели у Торину у Италији, у породици са петоро деце, а отац јој је био обућар. Породица се преселила у Фиренцу кад је имала 5 година, а 1895. у Француску, где је стекла свој надимак, Нина. 
Са 13 година започела је учење кројачког заната. 1904. године удала се за италијанског јувелира Луиђија Ричија. Имали су једно дете, Роберта. 

## Каријера
1908. године придружила се модној кући Рафин, у којој је остала две деценије. 1932. године основала је у Паризу модну кућу Нина Ричи. Она се бавила дизајном, а њен син је водио пословање и финансије. Компанија се драматично проширила између 1932. и 1939, повећала број запослених са 40 на 450 и прихваћена је као фирма која одева више жена него било која друга у Паризу. Хаљине је углавном креирала директно на луткама. Њен дизајн је убрзо постао познат по свом префињеном, романтичном, женственом осећају који је пренела на све своје колекције. До Другог светског рата, компанија се развила и обухватила модне додатке и производе од коже. 1941. године Нина је преписала више од половине капитала компаније сину и формиран је одсек за парфеме. Coeur-Joie, први Ричи мирис, лансиран је 1946. године, са кристалном Lalique бочицом (породица је производила искључиво за Ричи до 1950-их). 1948. године лансиран је мирис L'Air du Temps са чувеним испреплетеним голубицама на чепу. Нина Ричи је 1954. године била заморена и донета је одлука да је наследи њен млади асистент, Жил-Франсоа Краје. На његово место је 1963. године дошао Жерар Пипар, где је остао више од 30 година.
Нина Ричи је умрла 1970. године, а Роберт 1988. године.
Од 1998. године је у власништву шпанске компаније Пуиг.

## Занимљивости
Нина Ричи је била позната као "Бела леди" јер је често носила белу хаљину, беле бисере око врата, а и њена коса је била бела.